# Валя-Накулуй
Валя-Накулуй (рум. Valea Nacului) — село у повіті Бакеу в Румунії. Входить до складу комуни Саскут.
Село розташоване на відстані 208 км на північ від Бухареста, 44 км на південь від Бакеу, 115 км на південь від Ясс, 113 км на північний захід від Галаца, 126 км на північний схід від Брашова.

## Населення
За даними перепису населення 2002 року у селі проживали 150 осіб, усі — румуни. Усі жителі села рідною мовою назвали румунську.